# Valtatie 17
L'ancienne route nationale 17 (en finnois : entinen Valtatie 17) était une route nationale de Finlande qui allait de Kuopio à Tohmajärvi.
En 2010, la Valtatie 9 qui allait de Turku à Kuopio a été étendue par la Valtatie 17 qui allait de Kuopio à Tohmajärvi.
L'appellation route nationale 17 n'est plus utilisée.

## Parcours
Son parcours était le suivant :
- Siilinjärvi
- Kuopio
- Tuusniemi
- Outokumpu
- Liperi
- Joensuu